# Processo alle streghe di Salisburgo

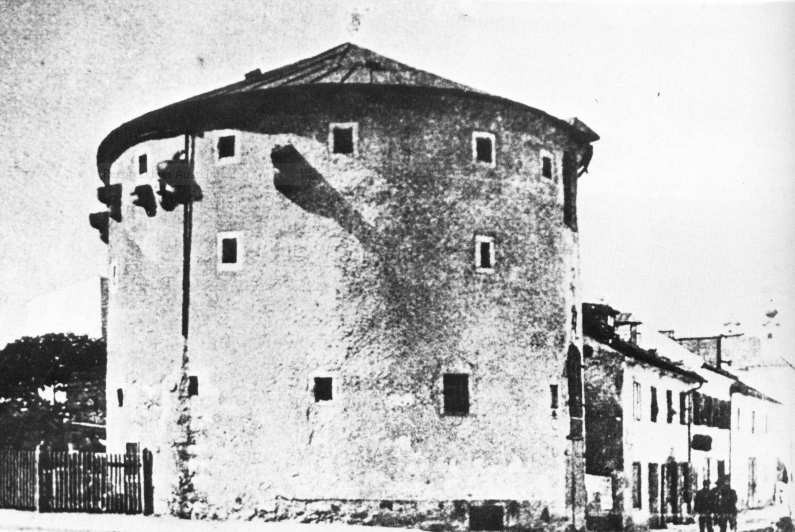
L'Hexenturm (la "torre delle streghe") di Salisburgo, fotografata nel 1922. La torre fu parzialmente distrutta dai bombardamenti nel 1944.

Per processo alle streghe di Salisburgo si intende la serie di processi per stregoneria che ebbero luogo nella città austriaca tra il 1675 e il 1690 e che portarono all'esecuzione di centotrentanove persone. I risultati dei processi furono relativamente insoliti per l'epoca, dato che la gran parte dei condannati fu di sesso maschile e non donne, come solitamente accadeva.

## Gli avvenimenti

### La deposizione di Barbara Kollerin
Nel 1675 una donna di nome Barbara Kollerin fu portata a processo per furto e stregoneria a Salisburgo, insieme al suo complice Paul Kalthenpacher. Sotto tortura, la donna confessò che il figlio Paul Jakob Koller avrebbe fatto un patto con il diavolo; Kaltenbacher confermò questa versione e descrisse Jacob come un giovane di vent'anni, figlio dell'assistente di un boia. Barbara Kollerin gli avrebbe insegnato a vivere come accattone, ladro e truffatore. La Kollerin fu giustiziata nell'agosto 1675 e nello stesso periodo fu emesso un mandato di cattura per il figlio. Jacob Koller divenne la figura chiave della caccia alle streghe che seguì e il giovane divenne rapidamente noto come il mago Jackl o Jäckel e i conseguenti processi vengono ricordati a volte proprio con il suo nome: i processi Zaubererjackl, i processi "del mago Jackl".

### La caccia all'uomo
Nei quindici anni successivi le autorità salisburghesi scatenarono e svolsero una massiccia caccia all'uomo volta alla cattura di Jackl, che tuttavia non fu mai trovato. Nel 1677 fu riportata alle autorità la notizia della presunta morte di Jack, che però non portò al termine della caccia, né alle persecuzioni per stregoneria. Nel 1677 fu arrestato Dionysos Feldner, un accattone di dodici anni e disabile; il ragazzino confessò di essere stato in contatto con Jackl tre settimane prima e dichiarò che Koller era il leader di una gang di accattoni adolescenti dei bassifondi a cui aveva insegnato la magia nera. Queste informazioni, estorte con la tortura, portarono a massicci arresti di giovani e giovanissimi uomini nei quartieri più poveri e malfamati di Salisburgo, mentre l'isteria di massa si estendeva a tutto l'arcivescovado.
Con il passare del tempo la leggenda di Jackl Koller aumentò a dismisura, supportata dalle confessioni estorte agli adolescenti arrestati per la loro presunta complicità. La leggenda nera di Jackl finì per ascrivergli capacità straordinarie come l'invisibilità e il potere di comandare i topi per far distruggere il raccolto dai roditori. La sua fama di stregone e assassino crebbe a tal punto le autorità stesse rinunciarono a catturarlo, temendo di confrontarsi con una figura così mefistofelica. Jackl divenne il più celebre mago della città e, mentre continuava a sfuggire alla cattura, le autorità di Salisburgo continuarono con gli arresti di giovani senza fissa dimora, orfani, accattoni e ladruncoli di strada, le cui colpe, secondo gli accusatori, comprendevano anche l'aver causato il cattivo tempo e raccolti disastrosi.

### Le condanne
I processi portarono alla condanna a morte di 139 presunti complici di Jackl. I più colpiti furono i giovani e i giovanissimi: tra questi 139, infatti, trentanove erano bambini tra i 10 e i 14 anni, cinquantatré erano adolescenti e giovani uomini tra i quindici e i ventuno anni. Le vittime furono prevalentemente maschili (113 uomini contro 26 donne) e poverissime (tutti tranne due erano mendicanti). La più giovane delle vittime fu il piccolo Hannerl, di dieci anni, mentre la più anziana era l'ottantenne  Margarethe Reinberg. Le condanne raggiunsero il picco nel 1681, quando 109 delle vittime furono giustiziate. Tutti i condannati furono sottoposti a tortura e bruciati sul rogo: alcuni di loro vennero arsi vivi, mentre altri furono dati alle fiamme dopo essere stati strangolati, decapitati o mutilati. In totale, quasi duecento persone furono arrestate: due terzi di essi furono uomini e tre quarti di loro erano sotto i diciotto anni.